# アイ・ラヴ・ユーこの街
「アイ・ラヴ・ユーこの街」（アイラヴユーこのまち）は、三好鉄生の1枚目のシングル。1982年3月21日にアルファレコード（現：ソニー・ミュージックレーベルズ）から発売された。

## 解説
1982年の4月から3か月間、TBSテレビ系列日立テレビシティ枠にて放送された、1981年第85回直木三十五賞（直木賞）受賞作品である青島幸男の原作「人間万事塞翁が丙午」をテレビドラマ化した際の主題歌。
三好は1つのドラマ番組において歌手デビュー曲が主題歌に使われ、俳優デビューを同時に実現している。
本作シングル2曲を含む1stアルバムの『Tessei』が同日発売されている。

## 収録曲

### Side:A
1. アイ・ラヴ・ユーこの街（3:25）
  - 作詞・作曲：三好鉄生
  - 編曲：緒方泰男&ジェフ・バクスター

### Side:B
1. Thank You, Baby（4:16）
  - 作詞：康珍化　作曲：鈴木キサブロー
  - 編曲：鈴木キサブロー　&ジェフ・バクスター